# Кечмания 22
Кечмания 22 (на английски: WrestleMania 22) е турнир на Световната федерация по кеч. Турнирът е pay-per-view и се провежда на 2 април 2006 на Олстейт Арена в Роузмънт, Илинойс.

## Мачове
| #    | Мачове                                                                        | вид на мача                                     | Време |
| ---- | ----------------------------------------------------------------------------- | ----------------------------------------------- | ----- |
| Дарк | Висцера победи като елиминира последно Сницки                                 | Меле между 18 кечиста                           | 09:01 |
| 1    | Кейн и Грамадата победиха Карлито и Крис Мастърс                              | Отборен мач за световните отборни титли         | 06:41 |
| 2    | Роб Ван Дам победи Шелтън Бенджамин, Рик Флеър, Финли, Мат Харди и Боби Лешли | Мач със стълби за Договора в куфарчето          | 12:21 |
| 3    | Джон Брадшоу Лейфийлд (с Джилиан Хол) победи Крис Беноа (с)                   | Мач за титлата на Съединените щати              | 09:44 |
| 4    | Острието (с Лита) победи Мик Фоли                                             | Хардкор мач                                     | 14:37 |
| 5    | Бугимен победи Букър Т и Шармел                                               | Хендикап мач                                    | 03:52 |
| 6    | Мики Джеймс победи Триш Стратъс (c)                                           | Сингъл мач за титлата при жените                | 11:48 |
| 7    | Гробаря победи Марк Хенри                                                     | Мач с ковчег                                    | 09:26 |
| 8    | Шон Майкълс победи Винс Макмеън                                               | Мач без правила                                 | 18:28 |
| 9    | Рей Мистерио победи Ренди Ортън и Кърт Енгъл (с)                              | Мач тройна заплаха за титлата в тежка категория | 09:18 |
| 10   | Тори Уилсън победи Кандис Мишел                                               | Плейбой мач с възглавници                       | 03:53 |
| 11   | Джон Сина (с) победи Трите Хикса                                              | Мач за титлата на федерацията                   | 22:02 |